# AB Centrifugalrör
AB Centrifugalrör var ett svenskt företag som tillverkade rör för vatten och avlopp, och som grundades 1947. Tillverkningen i Oxelösund bestod först av gjutna rör för vatten och avlopp. Samma år som företaget grundades köptes det av Kooperativa Förbundet, HSB och Riksbyggen. KF blev sedan ensam ägare genom Mälardalens tegelbruk – köpt av KF 1947 – som en av huvudägarna i AB Centrifugalrör och verksamheten insorterades sedan tillsammans med Centrifugalrör under KF-ägda AB Gustavsbergs fabriker.
1992 bildades division rör inom AB Gustavsberg. 1995 lades tillverkningen i Oxelösund ner och 1996 bildades Gustavsberg Rörsystem AB. 2004 lämnade Gustavsberg Rörsystem AB Gustavsberg och flyttade sin verksamhet med huvudkontor till Halmstad.